# Llista d'estats sobirans i territoris dependents d'Amèrica del Sud

Ubicació d'Amèrica del Sud al món.

Aquesta és una llista alfabètica d'estats sobirans i territoris dependents a Amèrica del Sud.

## Estats sobirans
Un estat sobirà és una entitat política amb una sobirania efectiva sobre una població per a la qual pren decisions. Segons la Convenció de Montevideo, un estat ha de tenir una població permanent, un territori definit, un govern i la capacitat d'establir relacions amb altres estats. Els estats següents són tots membres de l'Organització de les Nacions Unides i de la Unió de Nacions Sud-americanes.
| Bandera           | Mapa                  | Noms comuns i formals en català              | Noms comuns i formals en l'idioma local                                                         | Capital          | Població    | Àrea          |
| ----------------- | --------------------- | -------------------------------------------- | ----------------------------------------------------------------------------------------------- | ---------------- | ----------- | ------------- |
| Flag of Argentina | Map showing Argentina | Argentina República Argentina                | espanyol: Argentina — República Argentina                                                       | Buenos Aires     | 41.769.726  | 2.780.400 km² |
| Flag of Bolivia   | Map showing Bolivia   | Bolívia Estat Plurinacional de Bolívia       | espanyol: Bolivia — Estado Plurinacional de Bolivia                                             | Sucre i La Paz   | 10.118.683  | 1.098.581 km² |
| Flag of Brazil    | Map showing Brazil    | Brasil República Federativa del Brasil       | portuguès: Brasil — República Federativa do Brasil                                              | Brasília         | 203.429.773 | 8.514.877 km² |
| Flag of Chile     | Map showing Chile     | Xile República de Xile                       | espanyol: Chile — República de Chile                                                            | Santiago de Xile | 16.888.760  | 756.102 km²   |
| Flag of Colombia  | Map showing Colombia  | Colòmbia República de Colòmbia               | espanyol: Colombia — República de Colombia                                                      | Bogotà           | 46.366.364  | 1.138.910 km² |
| Flag of Ecuador   | Map showing Ecuador   | Equador República de l'Equador               | espanyol: Ecuador — República del Ecuador                                                       | Quito            | 15.007.343  | 283.561 km²   |
| Flag of Guyana    | Map showing Guyana    | Guyana República de Guyana                   | anglès: Guyana — Co-operative Republic of Guyana                                                | Georgetown       | 744.768     | 214.969 km²   |
| Flag of Paraguay  | Map showing Paraguay  | Paraguai República del Paraguai              | espanyol: Paraguay — República del Paraguay guaraní: Paraguai — Tetã Paraguái                   | Asunción         | 6.459.058   | 406.752 km²   |
| Flag of Peru      | Map showing Peru      | Perú República del Perú                      | aimara: Piruw — Piruw Suyu quítxua: Piruw — Piruw Republika espanyol: Perú — República del Perú | Lima             | 29.248.943  | 1.285.216 km² |
| Flag of Suriname  | Map showing Suriname  | Surinam República de Surinam                 | neerlandès: Suriname — Republiek Suriname                                                       | Paramaribo       | 491.989     | 163.820 km²   |
| Flag of Uruguay   | Map showing Uruguay   | Uruguai República Oriental de l'Uruguai      | espanyol: Uruguay — República Oriental del Uruguay                                              | Montevideo       | 3.308.535   | 176.215 km²   |
| Flag of Venezuela | Map showing Venezuela | Veneçuela República Bolivariana de Veneçuela | espanyol: Venezuela — República Bolivariana de Venezuela                                        | Caracas          | 31.568.179  | 912.050 km²   |

## Territoris no sobirans

### Territoris dependents
| Bandera                                      | Mapa                                                     | Noms comuns i formals en català          | Estatus legal                  | Noms comuns i formals en l'idioma local              | Capital           | Població                 | Àrea       |
| -------------------------------------------- | -------------------------------------------------------- | ---------------------------------------- | ------------------------------ | ---------------------------------------------------- | ----------------- | ------------------------ | ---------- |
| Flag of the Falkland Islands                 | Map showing the Falkland Islands                         | Bouvet                                   | Territori dependent de Noruega | noruec: Bouvetøya                                    | No en té          | 0                        | 49 km²     |
| Flag of the Falkland Islands                 | Map showing the Falkland Islands                         | Illes Malvines                           | Territori britànic d'ultramar  | anglès: Falkland Islands                             | Port Stanley      | 4.550                    | 12.173 km² |
| South Georgia and the South Sandwich Islands | Map showing South Georgia and the South Sandwich Islands | Illes Geòrgia del Sud i Sandwich del Sud | Territori britànic d'ultramar  | anglès: South Georgia and the South Sandwich Islands | King Edward Point | Sense població permanent | 3.903 km²  |

### Altres
| Bandera                                          | Mapa                      | Nom en català    | Estatus legal              | Nom en l'idioma local | Capital                 | Població | Àrea                      |
| ------------------------------------------------ | ------------------------- | ---------------- | -------------------------- | --------------------- | ----------------------- | -------- | ------------------------- |
| The flag of the France, as used in French Guiana | Map showing French Guiana | Guaiana Francesa | Regió d'ultramar de França | francès: Guyane       | Caiena francès: Cayenne | 250.109  | 83,534 km2 (32,253 sq mi) |